# Михайловка (Софиевский район)
Михайловка (укр. Михайлівка) — село,
Софиевский поселковый совет,
Софиевский район,
Днепропетровская область,
Украина.
Код КОАТУУ — 1225255102. Население по переписи 2001 года составляло 23 человека .

## Географическое положение
Село Михайловка находится на берегу реки Жёлтенькая,
выше по течению на расстоянии в 1,5 км расположено село Петрово,
ниже по течению на расстоянии в 1,5 км расположено село Нововитебское.
Река в этом месте пересыхает, на ней сделана запруда.
Рядом проходит автомобильная дорога Т-0419.